# Braziliaanse gaffelkabeljauw
De Braziliaanse gaffelkabeljauw (Urophycis brasiliensis) is een straalvinnige vis uit de familie van Phycidae, orde van kabeljauwachtigen (Gadiformes). De vis kan een lengte bereiken van 40 centimeter. 

## Leefomgeving
Urophycis brasiliensis is een zoutwatervis. De soort komt voor in gematigde wateren in de Atlantische Oceaan op een diepte van 24 tot 190 meter.

## Relatie tot de mens
Urophycis brasiliensis is voor de visserij van aanzienlijk commercieel belang. In de hengelsport wordt er weinig op de vis gejaagd. 